# Třída Iroquois
Třída Iroquois (jinak též třída Tribal) byla třída torpédoborců kanadského královského námořnictva. Skládala se ze čtyř jednotek, pojmenovaných Iroquois, Huron, Athabaskan a Algonquin. Torpédoborce této třídy byly původně určeny zejména k protiponorkovému boji, pozdější modernizace ale zlepšila i jejich schopnost ničení vzdušných cílů. Huron byl vyřazen roku 2005, další dvě jednotky jej následovaly roku 2015. Jako poslední byl roku 2017 vyřazen torpédoborec Athabaskan.
Nástupce torpédoborců třídy Iroquois a fregat třídy Halifax má vzejít z torpédoborců třídy Fraser.

## Stavba
Čtveřice torpédoborců této třídy byla postavena v letech 1969–1973, přičemž do operační služby byly zařazovány v letech 1972–1973.
Jednotky třídy Iroquois:
| Jméno                     | Spuštěna           | Vstup do služby    | Status                                                      |
| ------------------------- | ------------------ | ------------------ | ----------------------------------------------------------- |
| HMCS Iroquois (DDG 280)   | 28. listopadu 1970 | 29. července 1972  | Vyřazen 1. května 2015.                                     |
| HMCS Huron (DDG 281)      | 3. dubna 1971      | 16. prosince 1972  | Vyřazen 30. března 2005, roku 2007 potopen jako cvičný cíl. |
| HMCS Athabaskan (DDG 282) | 27. listopadu 1970 | 30. listopadu 1972 | Vyřazen 10. března 2017.                                    |
| HMCS Algonquin (DDG 283)  | 23. dubna 1971     | 30. září 1973      | Vyřazen 2015.                                               |

## Konstrukce

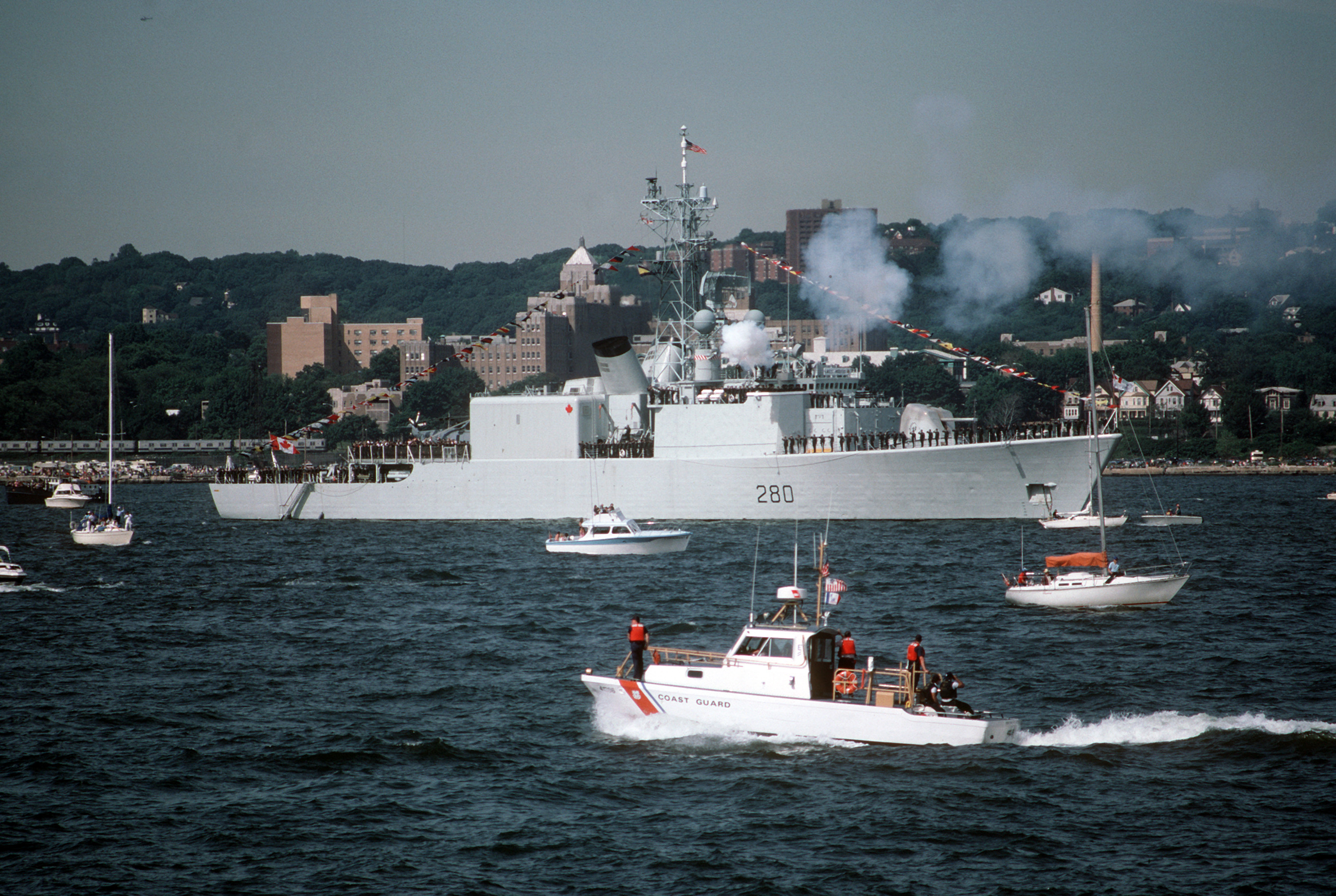
HMCS Iroquois (DDG 280) před modernizací

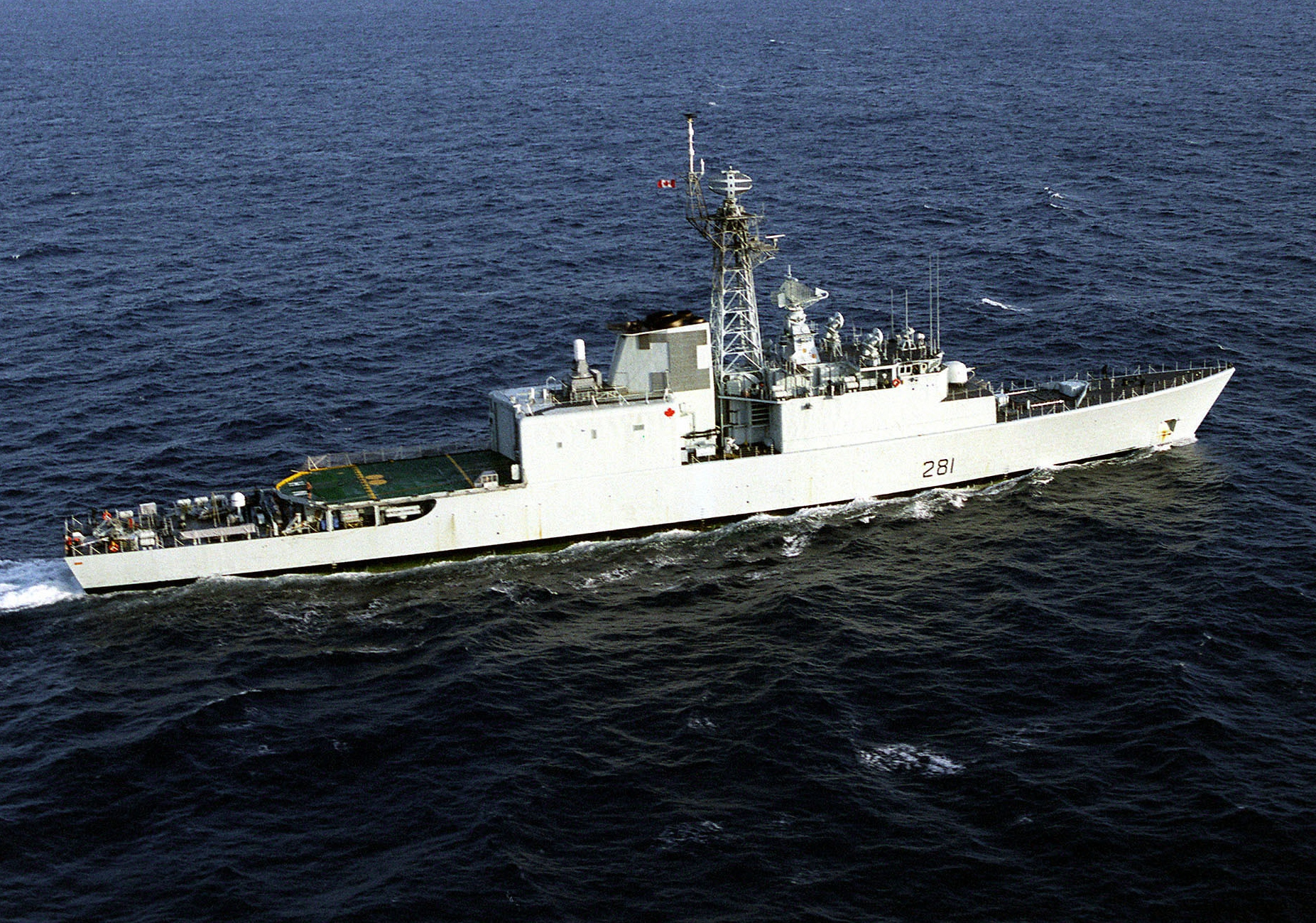
HMCS Huron (DDG 281) po modernizaci

Původní výzbroj tvořil jeden 127mm kanón Otobreda v dělové věži na přídi, jedno osminásobné vypouštěcí zařízení protiletadlových řízch střel krátkého dosahu Sea Sparrow, dva tříhlavňové 324mm protiponorkové torpédomety a jeden salvový vrhač hlubinných pum Mk 10 Limbo.
Na přelomu 80. a 90. let byly všechny čtyři torpédoborce modernizovány. Jak systém Limbo, tak střely Sea Sparrow byly odstraněny a nahrazeny jedním systémem blízké obrany Phalanx CIWS a vertikálním odpalovacím zařízením Mk 41 pro protiletadlové řízené střely Standard SM-2MR Block IIIA. Těch se do sila vejde celkem 32 kusů. Rovněž původní 127mm kanón dále nahradil nový ráže 76,2 mm. Na palubě se nachází přistávací plocha a hangár pro dva protiponorkové vrtulníky Sea King.
Pohonný systém je koncepce COGOG. Tvoří ho čtyři plynové turbíny, dvě typu Pratt & Whitney FT4A-2 pro bojové situace a dvě typu Pratt & Whitney FT-12 pro ekonomickou plavbu (během modernizace byly vyměněny za typ Allison 570-KF). Nejvyšší rychlost lodí je 30 uzlů.